# Antonina Kłoskowska
Antonina Kłoskowska (née le 11 juillet 1919 à Piotrków Trybunalski, morte le 12 juillet 2001 à Varsovie) est une professeure de sociologie polonaise, spécialisée dans la sociologie de la culture.

## Biographie
Kłoskowska enseigne dans les universités de Łódź (1966-1977) et de Varsovie (1977-1990).
Elle est membre de l'académie polonaise des sciences (« Polska Akademia Nauk ») depuis 1973 et travaille dans son institut d'études politiques dès 1990. À partir de 1983, elle édite la revue « Kultura i Społeczeństwo ». De 1989 à 1993, elle est présidente de l'association sociologique polonaise (« Polskie Towarzystwo Socjologiczne (pl) »).
Avec Władysław Markiewicz et d'autres, Kłoskowska met au point une édition complète polonaise multivolume des travaux de Bronisław Malinowski (publications : 1984-1990).

## Publications
- 1954 : Machiavelli jako humanista na tle włoskiego odrodzenia. Machiavelli en tant qu'humaniste dans le contexte de la Renaissance italienne]. Łódź: Zakład im. Ossolińskich we Wrocławiu [?].
- 1964 : Kultura masowa. Krytyka i obrona [culture de masse : critique et défense]. 2d edition, Warszawa : Państwowe Wydawnictwo Naukowe.  (ISBN 83-01-01511-X)
- 1969 : "La sociologie et les problèmes de la politique culturelle : l'exemple de la Pologne", in Communications, 14, 1969. pp. 182–184.
- 1969 : Z historii i socjologii kultury [sur l'histoire et la sociologie de la culture]
- 1972 : Społeczne ramy kultury [le cadre social de la culture]
- 1977 avec Guido Martinotti : Education in a changing society. London: 1977.  (ISBN 0-8039-9984-4)
- 1981 : Socjologia kultury [Sociologie de la culture]. Warszawa: Państwowe Wydawnictwo Naukowe.  (ISBN 83-01-02697-9)
- 1983: (et al., eds.) Naród, kultura, osobowość: księga poświęcona Profesorowi Józefowi Chałasińskiemu [nation, culture, personnalité de « księga » : Compendium d'articles pour le professeur Józef Chałasiński]. Wrocław: Zakład im. Ossolińskich.  (ISBN 83-04-01220-0)
- 1990 (ed.) : Oblicza polskości [Le visage de ?]. Warszawa : Uniwersytet Warszawski, Program Badań i Współtworzenia Filozofii Pokoju.
- 1991 (ed.) : Encyklopedia kultury polskiej XX wieku (tom 1): pojęcia i problemy wiedzy o kulturze [l'encyclopédie de la culture polonaise au 20e siècle (vol. 1) : Concepts et problèmes de la connaissance au sujet de la culture].  Wrocław : Wiedza o Kulturze.  (ISBN 83-7044-022-3)
- 1994 avec Richard Grathoff : The neighbourhood of cultures [Le voisinage des cultures]. Warszawa : Instytut Studiów Politycznych PAN.  (ISBN 83-85479-65-1)
- 1996: Kultury narodowe u korzeni Warszawa: Państwowe Wydawnictwo Naukowe.  (ISBN 83-01-11997-7) (Traduction en anglais 2001 : National cultures at the grass-root level [Cultures nationales de base]. Budapest/New York : Central European University Press.  (ISBN 963-9116-83-1))